# أليسا كامبانيلا
أليسا ماري كومبس (بالإنجليزية: Alyssa Campanella) (مواليد 21 مارس 1990) مدونة وعارضة أزياء أمريكية، وحاملة لقب ملكة جمال الولايات المتحدة الأمريكية 2011، وقامت بتتويجها ملكة جمال الولايات المتحدة السابقة ريما فقيه، ظهورها الأول كان حصولها على مركز الوصيفة الأولى في مسابقة ملكة جمال مراهقات الولايات المتحدة الأمريكية في عام 2007 بينما كانت تمثل نيو جيرسي 2007 ومثلت كاليفورنيا عام 2011 في مسابقة ملكة جمال الولايات المتحدة الأمريكية وتوجت ملكة جمال الولايات المتحدة الأمريكية 2011، ممثلت الولايات المتحدة في مسابقة ملكة جمال الكون 2011 التي عقدت في ساو باولو، البرازيل، في سبتمبر 2011، وأنهت المسابقة ضمن أفضل 16 متنافسة.

## نشأتها
ولدت أليسا كامبانيلا في نيو برونزويك ولاية نيوجيرسي في 21 مارس 1990. لعائلة أمريكية والدها من أصل إيطالي (من نابولي) ووالدتها من أصول دانمركية وألمانية. هاجر جدها الأم من هيليسينكور في الدنمارك. نشأت طفولتها في مانالابان وحضرت مدرسة بلدة فريهولد الثانوية في بلدة فريهولد . في سن السابعة عشر، حضرت معهد الفنون المسرحية في نيويورك حيث درست التمثيل في السينما والتلفزيون. كما حضرت معهد تعليم الطهي.

## مسابقات

### ملكة جمال مراهقات الولايات المتحدة الأمريكية

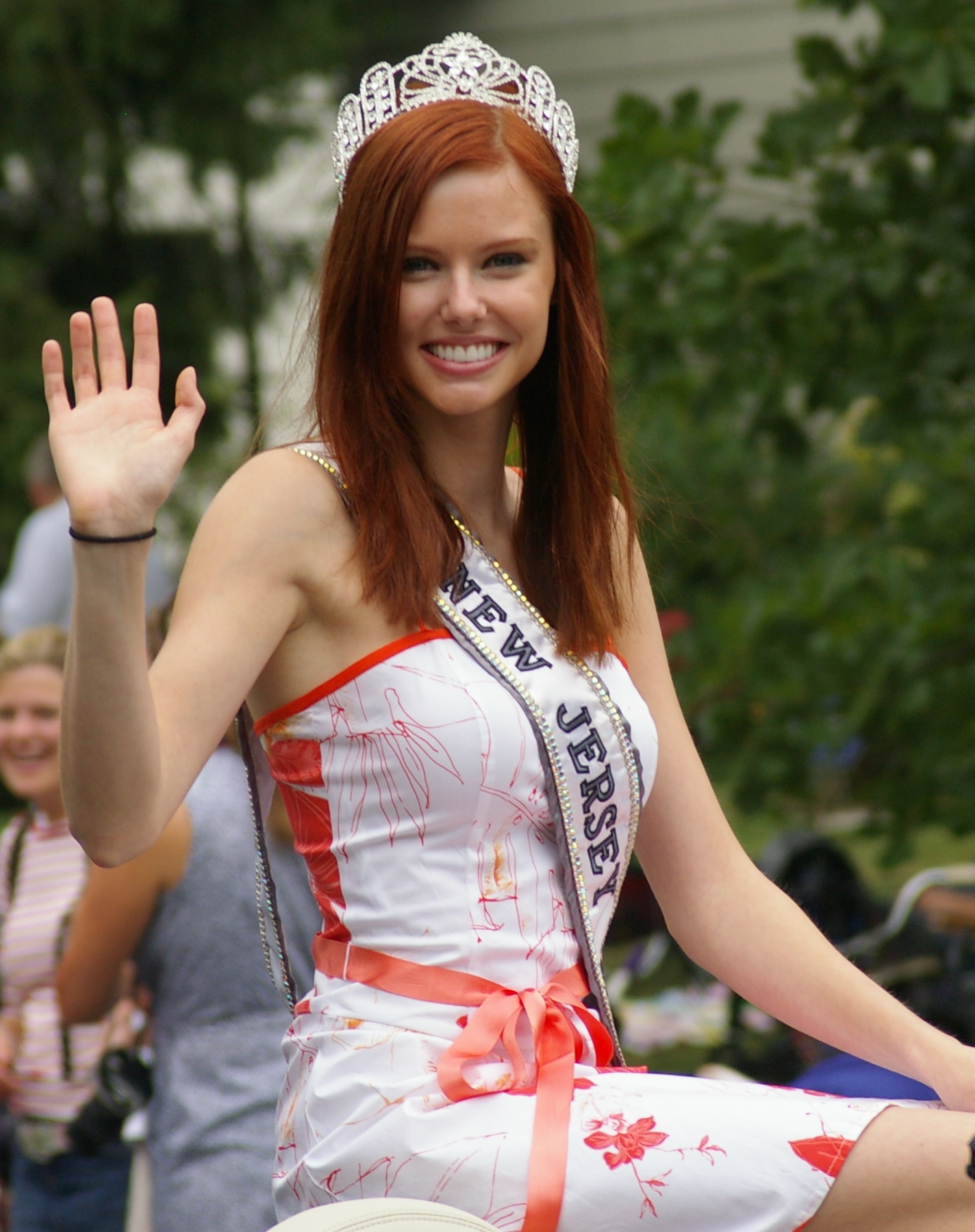
كامبانيلا خلال عامها في ملكة جمال مراهقات نيو جيرسي الولايات المتحدة الأمريكية

في أكتوبر 2006 ، توجت أليسا كامبانيلا ملكة جمال مراهقات نيو جيرسي الولايات المتحدة الأمريكية 2007 ومثلت ولايتها في ملكة جمال مراهقات الولايات المتحدة الأمريكية ، وتم بثها مباشرة من باسادينا ، كاليفورنيا في 24 أغسطس 2007 ، في نهاية احلت في مركز الوصيفة الأولى، هيلاري كروز من كولورادو. حتى وقتنا الحالي تعتبر أليسا كامبانيلا أكثر متسابقات مراهقات نيو جيرسي في مسابقة ملكة جمال الولايات المتحدة الأمريكية. نجاحًا - بعد أن احتلت المركز الوصيفة الأولى في مسابقة ملكة جمال مراهقات الولايات المتحدة الأمريكية 2007 وفازت لاحقًا بلقب ملكة جمال الولايات المتحدة الأمريكية (على الرغم من أنها دخلت المسابقة مثلت ولاية كاليفورنيا).

### ملكة جمال الولايات المتحدة الأمريكية
تنافس كامبانيلا في مسابقة ملكة جمال نيو جيرسي الولايات المتحدة الأمريكية مرتين، حيث احتلت المركز الثاني في عام 2008 ، وفي المركز الخمسة عشر في عام 2009.
في 21 نوفمبر 2010 ، شاركت في مسابقة ملكة جمال الولايات المتحدة الأمريكية وفازت باللقب. كانت أول مندوبة ملكة جمال مراهقات الولايات المتحدة الأمريكية تمثل كاليفورنيا في ملكة جمال الولايات المتحدة الأمريكية منذ شونا غامبل في عام 1998. ، حضرت كامبانيلا مسابقة ملكة جمال مراهقات الولايات المتحدة الأمريكية في جزر البهاما. كانت مفضلة بشدة من قبل المراهنين للفوز بلقب ملكة جمال الولايات المتحدة الأمريكية.
في 19 يونيو 2011 ، فازت بلقب ملكة جمال الولايات المتحدة الأمريكية في لاس فيغاس، نيفادا. هي الثانية ذات شعر أحمر (على الرغم من أنها شقراء بشكل طبيعي) وأول الوصيفة الأولى لملكة جمال مراهقات الولايات المتحدة الأمريكية للفوز بلقب ملكة جمال الولايات المتحدة الأمريكية. وكانت صاحبة اللقب دانييل دوتي من تكساس.
في يوليو 2011 سافرت أيضًا إلى لوس أنجلوس، كاليفورنيا لحضور العرض الأول كابتن أمريكا: المنتقم الأول. في أكتوبر 2011 ، سافر إلى شيكاغو نيابة عن منظمات الخدمة المتحدة لحضور حفل تحية حفل راية النجمة المتلألئة لدعم رجال ونساء وعائلات القوات المسلحة الأمريكية. سافرت أيضًا إلى بوسطن للترويج لشهر التوعية بسرطان الثدي مع سوزان جي كومن من أجل العلاج.

### ملكة جمال الكون
بصفتها ملكة جمال الولايات المتحدة الأمريكية 2011 ، واصلت المنافسة في مسابقة ملكة جمال الكون 2011 في ساو باولو بالبرازيل،  من 19 أغسطس - 12 سبتمبر 2011 ، وحلت ضمن في أعلى 16 متنافسة في المسابقة.

## حياتها الشخصية
بدأت في مواعدة الممثل الكندي تورانس كومبس في عام 2010. في 12 يونيو 2015 ، تم الإعلان عن أنهما مرتبطان منذ شهر. في 2 أبريل 2016 ، تم اعلان الزواج في سانتا ينز، كاليفورنيا. بعد زواج دام أربع سنوات أعلن كومبس وكامبانيلا انفصالهما عبر وسائل التواصل الاجتماعي في 19 أبريل 2019.

## روابط خارجية
- أليسا كامبانيلا على موقع IMDb (الإنجليزية)
- الموقع الرسمي

| الجوائز و الإنجازات | الجوائز و الإنجازات                                         | الجوائز و الإنجازات |
| ------------------- | ----------------------------------------------------------- | ------------------- |
| سبقه ريما فقيه      | ملكة جمال الولايات المتحدة الأمريكية 2011                   | تبعه اوليفيا كالبو  |
| سبقه نيكول جونسون   | ملكة جمال كاليفورنيا الولايات المتحدة الأمريكية 2011        | تبعه كاتي بلير      |
| سبقه جوليانا وايت   | ملكة جمال مراهقات نيو جيرسي الولايات المتحدة الأمريكية 2007 | تبعه ميشيل ليوناردو |